# Перська козацька дивізія

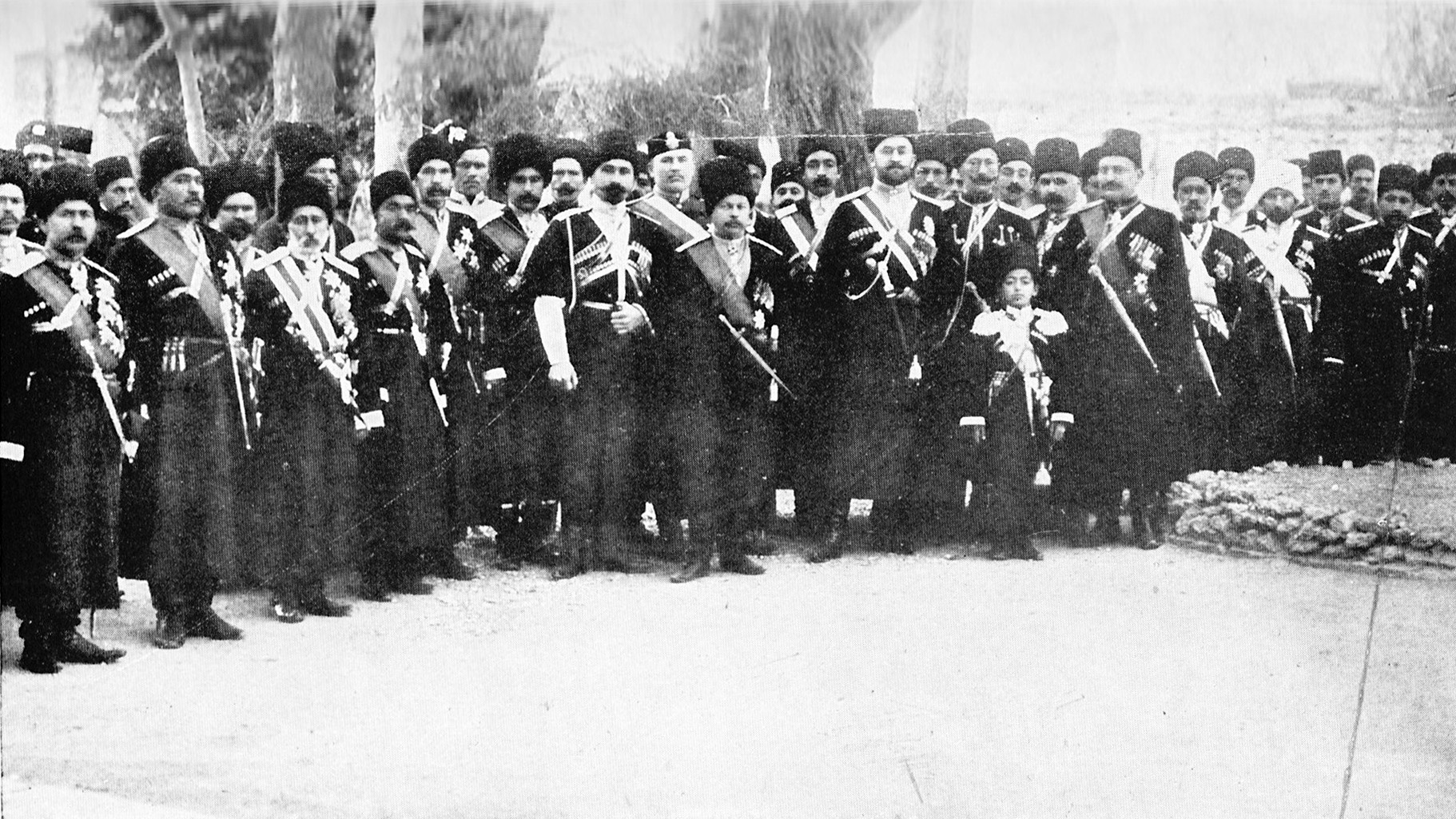
Перська козацька бригада

Перська козацька бригада (перс. بریگاد قزاق, азерб. İran kazak brigadası) (1916 року переформована в дивізію) — кавалерійське з'єднання, створене в Персії за зразком терських козацьких частин та існувало з 1879 до 1920 року.

## Історія та призначення
Навчання особового складу здійснювали військові інструктори зі складу російської військової місії, командиром бригади був російський офіцер, який отримував платню від російського ж уряду. Від 1884 року в складі бригади з'явилась Артилерійська батарея, пізніше — піхота.
До завдань бригади входила охорона шаха й вищих посадових осіб Персії, вартова служба при консульствах, дипломатичних місіях, міністерствах, арсеналах, відділеннях банків, придушення заворушень у країні та стягнення податків з населення.
Для підтримання порядку в державі й боротьби з повстанцями восени 1916 року було сформовано загони, що входили до складу дивізії: Ардебільський, Астрабадський, Ґілянський, Зенджанський, Ісфаганський, Казвінський, Керманшаський, Курдистанський, Лурестанський, Мазендеранський, Мешхедський, Рештський, Тебризький, Тегеранський, Урмійський, Хамаданський, Хорасанський.
З'єднання було розформовано на початку 1920-х років.
Дивізія створювалась російською владою для протистояння інтересам Великої Британії, а також для забезпечення виходу Росії до Перської затоки й Індійського океану.
Від 1900 року в бригаді служив майбутній шах Ірану Реза-хан, який 1920 року, усунувши російського командувача. посів його місце (див. Імперська Держава Іран).